# Return of the Fly
Return of the Fly (titulada El monstruo de los mil ojos en Argentina y El regreso de la mosca en España y México) es una película de terror y ciencia ficción de 1959, dirigida por Edward Bernds. Es la segunda parte de la cinta The Fly (1958), siendo ambientada quince años después de los acontecimientos de aquella película. Está protagonizada por Vincent Price, Brett Halsey y David Frankham.

## Trama
Durante el funeral de Helene, viuda del científico Andre Delambre, un periodista se acerca al hijo y al cuñado de la mujer haciendo preguntas acerca de las extrañas circunstancias en que había muerto Andre años atrás. Aunque el periodista es expulsado por un inspector llamado Beecham, Philippe le ruega a su tío que le cuente la verdad sobre la muerte de su padre. Francois decide contarle la verdad, para lo cual lo lleva al antiguo laboratorio de Andre, el que había sido cerrado tras su muerte. Allí le explica que su padre estuvo experimentando con la transmisión de la materia y sufrió un grave accidente que lo terminó fusionando con una mosca.
Tras escuchar la historia, Philippe le informa a su tío que ha decidido continuar con el trabajo de su padre, para lo cual reconstruirá su laboratorio. Francois se opone al plan de su sobrino ya que teme que sufra algún accidente como Andre, pero Philippe insiste en su tarea. Para poder continuar con el trabajo de su padre Philippe cuenta con la ayuda de su amigo Alan Hinds, quien viaja junto a él a la antigua mansión de sus padres. En la casa vive un ama de llaves, madame Bonnard, junto a su hija Cecile.
Aunque es conocido como Alan Hinds, el verdadero nombre del ayudante de Philippe es Ronald Holmes, un delincuente británico que es buscado por la policía. Al descubrir los planes de Philippe decide robar los planos del experimento y venderlos al mejor postor. Ronald mantiene su verdadera identidad en secreto y continúa trabajando junto a Philippe, hasta que logren afinar los detalles de la máquina. Una noche, mientras fotografiaba los planos del experimento, Ronald es sorprendido por un detective, quien había descubierto su verdadera identidad. Ronald lo ataca y desintegra al detective utilizando la máquina. Al reintegrarlo descubre que el detective fue fusionado con un conejillo de Indias que había sido desintegrado con anterioridad, por lo que se deshace del cuerpo en un río.
Philippe descubre que Ronald ha estado mintiendo y lo encara. Tras un enfrentamiento Philippe queda inconsciente y Ronald lo desintegra en la máquina junto a una mosca. Francois llega a la casa cuando Ronald intenta escapar por los planos, siendo herido de bala por el ladrón. A pesar de la herida Francois va al laboratorio y reintegra a Philippe, que se ha fusionado con el insecto. El resultado es una criatura con cuerpo de humano pero con la cabeza y brazo de una mosca. La criatura logra escapar de la casa y va en busca de Ronald.
La criatura encuentra y asesina al cómplice de Ronald, quien trabajaba en una funeraria. Mientras tanto, el inspector Beecham examina el laboratorio de Philippe y atrapa a la segunda criatura resultante de la fusión: una mosca con la cabeza del científico. El plan de Francois es volver a utilizar la máquina para que tanto Philippe como la mosca vuelvan a su estado normal. Tras matar a Ronald, la criatura con cuerpo de humano y cabeza de mosca regresa a la mansión. Ambas criaturas son teletransportadas en la máquina, lo que provoca que el científico vuelva a la normalidad.

## Reparto
- Vincent Price como Francois Delambre.
- Brett Halsey como Philippe Delambre.
- David Frankham como Alan Hinds / Ronald Holmes.
- John Sutton como Inspector Beecham.
- Dan Seymour como Max Barthold.
- Danielle De Metz como Cecile Bonnard.
- Jack Daly como Granville.
- Janine Grandel como Madame Bonnard.
- Michael Mark como Gaston.
- Richard Flato como Sargento Dubois.
- Barry Bernard como Teniente MacLish.
- Pat O'Hara como Inspector Evans.

## Legado
Inspirada por la película, la banda estadounidense Misfits grabó una canción titulada "Return of the Fly", que fue incluida en su álbum Static Age de 1997.